# Dominic Pressley
Dominic Ivan Pressley (Washington, 30 maggio 1964 – 28 dicembre 1997) è stato un cestista statunitense, professionista nella NBA.

## Carriera
Venne selezionato dai Seattle SuperSonics al quinto giro del Draft NBA 1986 (99ª scelta assoluta).

## Palmarès
- USBL All-Rookie Team (1986)